# Cyperus amauropus
Cyperus amauropus är en halvgräsart som beskrevs av Ernst Gottlieb von Steudel. Cyperus amauropus ingår i släktet papyrusar, och familjen halvgräs. Inga underarter finns listade i Catalogue of Life.